# 幻獣
| ウィキペディアには「幻獣」という見出しの百科事典記事はありません（タイトルに「幻獣」を含むページの一覧/「幻獣」で始まるページの一覧）。 代わりにウィクショナリーのページ「幻獣」が役に立つかもしれません。 |